# Салют (Бєлгород)
Футбольний клуб «Салют» (Бєлгород) або просто «Салют» (рос. Футбольный клуб «Салют» Белгород) — російський футбольний клуб з міста Бєлгород, в однойменній області. Заснований в 1960 році. У 2014 році знявся зі змагань у Футбольній Національної Лізі. У травні 2014 року клуб було розформовано. Новостворений в 2014 році «Енергомаш» всіляко підкреслює, що ніякого відношення до салютів не має і не є його наступником.

## Хронологія назв
- 1960—1963 рік — «Цементник»
- 1964—1969 рік — «Спартак»
- 1970—1991 рік — «Салют»
- 1991—1992 рік — «Енергомаш»
- 1993—1995 рік — «Салют»
- 1996—1999 рік — «Салют — ЮКОС»
- 2000—2009 рік — «Салют-Енергія»
- 2010—2014 рік — «Салют»

## Історія

### Передісторія
Перший офіційний футбольний матч в Бєлгороді відбувся в 1923 році на міському спортивному майданчику (в даний час на цьому місці розташований центральний стадіон «Салют»). Грали команди «Желдор» («Локомотив») і «Церабкооп» («Спартак»).
У 1928 році команда місцевого військового гарнізону в чемпіонаті Московського військового округу зайняла друге місце, програвши лише столичним армійцям.
У 1940 році білгородський «Спартак», перемігши команди обласних центрів — Курська, Орла, Брянська, вийшов в чвертьфіналу Кубку РРФСР, де в непоступливій боротьбі поступився тульським футболістам.
У роки Другої світової війни загинули в боях футболісти Семен Федоровський, Володимир Кривошеєв, Георгій Золотухін, Ростислав Сапожков, Всеволод Владимиров. Війна перервала спортивне життя міста.
У 1951 році бєлгородський «Спартак» дебютував у першості РРФСР.
Новий імпульс розвитку футболу надало створення Бєлгородської області в 1954 році. Бєлгородські футболісти стабільно виступали в першості РРФСР. Найкращого результату тут домігся «Харчовик», який в 1957 році за підсумками сезону зміг фінішувати на 4 місці в зональному турнірі.

### Виступи клубу в першостях СРСР
У 1960—1961 роках у класі «Б» чемпіонату СРСР грала команда «Цементник». У 1964 році головна команда міста була реорганізована, змінивши назву на «Спартак». У 1968 році бєлгородський «Спартак» посів третє місце в чемпіонаті СРСР у класі «Б» і перейшов до другої групи класу «А» (аналог нинішнього першого дивізіону). За хорошу гру бєлгородські футболісти заслужили звання майстрів спорту СРСР. Найбільш відомий вихованець білгородського футболу періоду шістдесятих років нападник Юрій Васильєв, виступав за «Салют», 1967—1973; 1975—1980; «Іскра» (Смоленськ) 1973—1974; був капітаном «Салюта». Найкращий бомбардир клубу за всю історію (300 матчів, 108 голів). Срібний призер Класу Б РРФСР 1968 рік, бронзовий призер фіналу РРФСР 1968, бронзовий призер другої ліги 1971 року (3-тя зона), рекордсмен клубу за сезон в класі Б 1968 рік (41 матч, 23 голи), заслужив звання Майстер спорту СРСР з 1968 року.
У 1970 році, в рік 25-річчя Перемоги у Великій Вітчизняній війні, клуб був перейменований в «Салют». (Бєлгород поряд з Орлом носили почесне звання «місто першого салюту»).
Після реформування структури чемпіонату СРСР з футболу (створення вищої, першої та другої ліг) з 1971 року клуб грав у другій лізі чемпіонату СРСР з футболу. У 1971 році в зональному турнірі бєлгородські футболісти посіли третє місце, і цей результат став найкращим за весь час виступів команди у всесоюзній другій лізі. У 70-х роках «Салют» найчастіше брав участь в змаганнях третьої зони другої ліги, де були об'єднані команди обласних центрів Центрального Чорнозем'я (Бєлгород, Курськ, Воронеж, Тамбов, Липецьк, а також Брянськ) та команди Півдня Росії (республік Північного Кавказу, Краснодарського і Ставропольського країв, Елісти, Астрахані, Волгограду). У ці роки команда не претендувала на підвищення в класі і була середняком, щорічно займаючи місця в середині турнірної таблиці і маючи середню відвідуваність домашніх футбольних матчів у 8-9 тисяч глядачів. Найвідомішими вихованцями бєлгородського футболу періоду сімдесятих років: воротар Валерій Городов, який став у складі дніпропетровського «Дніпра» чемпіоном СРСР 1988 року, срібний призер чемпіонату СРСР 1987, 1989, бронзовий призер чемпіонату СРСР 1985, переможець кубку СРСР 1989 року, заслужив звання Майстер спорту СРСР з 1987 року, півзахисник Геннадій Сошенко, гравець молодіжної збірної СРСР, яка виграла в 1977 році звання чемпіонів світу, нападник Сергій Крестененко.
У 80-ті роки «Салют» грав у другій лізі першості СРСР. За підсумком сезону 1980 року «Салют» зайняв 16-те місце з 25-ма очками. За підсумком сезону 1981 року «Салют» зайняв 11-те місце з 31-м очком. За підсумком сезону 1982 року «Салют» зайняв 15-те місце з 19-ма очками. За підсумком сезону 1983 року «Салют» домігся найкращого результату, коли команду очолив Валентин Хахонов. Бєлгородська команда, показуючи змістовний, комбінаційний футбол, посіла п'яте місце в зональному турнірі з 36-ма очками. За підсумком сезону 1984 року «Салют» зайняв 11-те місце з 30-ма очками під керівництвом Хахонова. У сезоні 1985 року «Салют» зайняв 15-те місце з 16-ма очками. У сезоні 1986 року «Салют» зайняв 15-те місце з 19-ма очками. За підсумками сезону 1987 року «Салют» зайняв 15-те місце з 18-ма очками. За підсумком сезону 1988 року «Салют» зайняв 18-те місце з 26-ма очками. У сезоні 1989 року «Салют» зайняв 15-те місце з 35-ма очками. За підсумком сезону 1990 року «Салют» посів 4-те місце з 33-ма очками. За підсумком сезону 1991 року «Салют» зайняв 4-те місце з 52-ма очками. Найвідоміші вихованці білгородського футболу 1980-их років: нападник Валерій Масалітін, який у складі «ЦСКА» став переможцем чемпіонату та володарем кубку СРСР 1991 року. Ставав срібним призером чемпіонату СРСР 1990 року нападник Володимир Зінич.

### Виступи клубу в першостях Росії
У 1992 році «Енергомаш» виступав у щойно створеної Першій російській лізі, за підсумками сезону посів 16-те місце і вилетів у Другу лігу. У 1993 році клуб об'єднався з земляками з «Ритму» і посів перше місце у 2-ій зоні другої ліги, але відмовився від просування в Першу лігу. У 1994 році «Салют» зайняв 13-те місце у Другій лізі. У 1995 «Салют» посів останнє місце у Другій лізі і вилетів у Третю лігу. Однак надовго команда там не забарилася: заручившись спонсорською підтримкою нафтової компанії «ЮКОС», вже в 1996 році вона повернулася в Другу лігу в якій виступала 3 роки, коли, залишившись без фінансування з державного бюджету та спонсорських грошей, «Салют-ЮКОС» вилетів до КФК. У 2000 році команда, вже під назвою «Салют-Енергія», посівши перше місце, повернулася назад. Найбільш відомі вихованці 1990-х років: захисник/півзахисник Юрій Бавикін, воротар Сергій Рижиков, воротар Олексій Поляков, півзахисник Євген Онопрієнко, півзахисник Ігор Єрмаков.

### Відродження клубу
У 2001 році президентом клубу був призначений чиновник і підприємець Микола Головін, який зумів знайти спонсорів для клубу і забезпечити бєлгородцям гідне фінансування. У клуб були залучені кілька відомих футболістів Чорнозем'я, зокрема Валерій Масалітін, який починав кар'єру в «Салюті», й, незважаючи на те, що йому було 35 років, став найкращим бомбардиром команди в сезоні (34 матчі/23 голи), однак по завершенні сезону залишив Бєлгород, не зумівши домовитися про новий контракт. У тому сезоні клуб, невдало стартував, до кінця сезону розігнався і ледь не вийшов до Перший дивізіон, поступившись двома очками липецькому «Металургу».
На наступний сезон керівництвом було поставлено завдання вийти в Перший дивізіон, але з початку сезону команда показувала середні результати, а в червні двічі поспіль поступилася двом аутсайдерам чемпіонату. 29 червня головний тренер Олег Терешонков був знятий з посади і переведений працювати з дублем. Новим керманичем «Салюта-Енергії» став Сергій Савченков, в минулому — захисник бєлгородської команди, і вже в наступному матчі команді вдалося взяти реванш у липецького «Металурга». У період дозаявок клуб серйозно зміцнився і, здобувши кілька важливих перемог, повернувся до верхньої частини таблиці. В кінці серпня Савченков несподівано вирішив залишити свій пост і відгукнувся на запрошення рідного для нього «Факела». Вакантне місце зайняв запрошений з тренерського штабу «Сокола» Володимир Пономарьов. Залишок сезону команда провела з перемінним успіхом, відставши в результаті від переможця зони «Центр», липецького «Металурга», на 19 очок і на 9 очок від срібного призера — подольського «Витязя».
31 жовтня 2002 року на посаду головного тренера був призначений відомий по роботі у Вищому дивізіоні з воронезьким «Факелом» Валерій Нененко. Також в міжсезоння відбулися серйозні зміни в керівному складі клубу.
Склад «Салюта-Енергії» напередодні початку сезону 2003 року поповнили футболісти, які виступали у Вищому дивізіоні: Геннадій Стрикалов, Олександр Безкровний, Дмитро Ширшаков, Ігор Захаров, Олександр Гришин, Геннадій Сьомін, Ігор Гаврилін, Віталій Сафронов. Однак цей іменитий колектив знову не зміг зі старту вписатися до лідерів, і тому черговий головний тренер «Салюта» знову не зміг доопрацювати до середини сезону: Валерій Нененко був звільнений в червні. Головін назвав призначення Валерія Георгійовича своєю помилкою. Виконувати обов'язки головного тренера став Сергій Шесточенко, а фактичним керівником команди був призначений спортивний директор Сергій Андрєєв, який у вересні офіційно був призначений головним тренером.
Новий наставник зумів згуртувати відомих футболістів, і перемоги пішли одна за одною, Бєлгородці стрімко рвалися до першого місця, за яке боролися «Орел» і «Динамо» (Брянськ). При новому тренері було здобуто 20 перемог в 23 матчах і втрачено лише 8 очок. Результат став повторенням минулорічного — бронза.
Найкращим півзахисником 2 дивізіону (зони «Центр») 2003 року був визнаний Євген Онопрієнко.
У міжсезоння між президентом клубу Миколою Головіним і Сергієм Андрєєвим виникли «розбіжності з основних питань», і ростовський наставник покинув клуб. Новим головним тренером був призначений Олександр Кузнєцов. Більшість гравців з минулорічного складу після відходу Андрєєва також залишили Бєлгород, на їх місце новий тренер привернув молодь з дубля та спортшколи ЦСКА, де він довгий час працював. У чемпіонаті команда міцно влаштувалася в середині турнірної таблиці, і в червні пішла традиційна відставка головного тренера, цього разу — за власним бажанням. У Бєлгород був знову запрошений Сергій Савченков, заявлений як спортивний директор.

### Злет команди
6 липня 2004 року було скликано президію ФК «Салют-Енергія», на якому Микола Головін оголосив про свою відставку з поста президента клубу, в. о. президента був призначений мер Бєлгорода Василь Потрясаєв (9 серпня він був затверджений на посаді) і поставлена задача зайняти місце в першій п'ятірці. Перше коло команда завершила на 14-му місці.
22 липня головним тренером «Салюта» був знову призначений Сергій Андрєєв, який підписав контракт на 2,5 роки. У другому колі під його керівництвом клуб здобув 12 перемог при одній нічиїй і трьох поразках, набравши 37 очок — в два рази більше, ніж в першому колі. Завдання на сезон була виконана (5-те місце). Ігор Єрмаков був визнаний найкращим півзахисником 2 дивізіону (зони «Центр») 2004 рік.
До сезону 2005 роки команда нарешті готувалася в нормальному ритмі. Андрєєву вдалося повернути декількох гравців, які виступали раніше під його керівництвом. Багато в чому завдяки грамотній роботі тренера й відсутності скандалів команда успішно вирішила завдання: посіла перше місце в зоні «Центр» і вийшла до Першого дивізіону. Євген Корнюхін був визнаний найкращим воротарем 2005 року у другому дивізіоні (зони «Центр») (пропустив 24 м'ячі).
У грудні 2005 року через розбіжності з керівництвом Сергій Андрєєв зі скандалом покинув клуб, заявивши при цьому: «Я — професійний тренер. Моє завдання — тренувати футболістів, допомагати їм прогресувати і вирішувати турнірні завдання, які ставлять перед клубом люди, які його утримують. <…> Я приходив в клуб двічі і двічі давав обумовлений результат. Але двічі був обманутий, не в останню чергу й фінансово. На сьогодні бєлгородський етап моєї кар'єри остаточно закритий».
Працюючи в Бєлгороді, Андрєєв виграв 59 з 73 матчів (81 %).

### Перший і другий дивізіони
На місце головного тренера був запрошений Олександр Корешков.
У дебютному сезоні в Першому дивізіоні «Салют-Енергія» була середняком, неподалік від зони вильоту. У вересні пішов спад у грі, й Корешков подав у відставку, взявши на себе відповідальність за невдачі команди. До кінця сезону обов'язки головного тренера виконував Віктор Прохоров. Під його керівництвом гра вирівнялася, і «Салют» завершив сезон дванадцятим.
До нового сезону команду готував Сергій Савченков, вже працював в Бєлгороді в 2002 і 2004 роках. У складі відбулися значні зміни: клуб покинули багато досвідчених гравців. Також, як і Корешков, Савченков не зміг пропрацювати в «Салюті» до завершення сезону, подавши у відставку 11 жовтня після серії поразок і пояснивши свій відхід «втратою працездатного контакту з командою у другому колі». Догравати сезон бєлгородцям довелося знову під керівництвом Прохорова. Підсумком стало дев'яте місце.
У 2008 році керівництво призначило головним тренером місцевого фахівця Володимира Зінич, який не мав на той момент тренерської ліцензії. Юридично наставником команди став Петро Потешкін, однак на початку чемпіонату Зінич захворів, і Потешкін перетворився в головного тренера де-факто. Ряд поразок на старті і останнє місце в таблиці спричинили його відставку. Рятувати команду був покликаний Сергій Ташуєв. Грамотна політика в період дозаявок і серія перемог на фініші, в тому числі над претендентами на підвищення в класі, дозволили бєлгородцям до завершення сезону вийти із зони вильоту і повторити результат 2006 року — дванадцяте місце.
У 2009 році перед командою і тренером Ташуєва була поставлена задача потрапити в п'ятірку найсильніших. На початку чемпіонату клуб протягом декількох турів займав перший рядок, проте втриматися в лідерах не зумів. У підсумку чемпіонат «Салют-Енергія» завершив на сьомому місці, це найкращий результат в історії білгородського футболу. У цьому сезоні грали футболісти Олександр Бєленов, Сергій Котов, Максим Васильєв, Іван Жирний, Микола Марков, Вадим Старков, Ігор Єрмаков, Валерій Коробкін, Сергій Кушов, Денис Ткачук, Володимир Лешонок, Євген Щипіцин, Амір Бажев, Володимир Левшин.
По завершенні сезону Ташуєв отримав пропозицію від «Краснодара» й вирішив покинути клуб. 16 грудня контракт з клубом за схемою 1+1 підписав відомий у минулому гравець московського «Спартака» та збірної Білорусі, тренер Мирослав Ромащенко.
23 січня 2010 роки клуб оголосив про повернення історичної назви «Салют».
17 липня 2010 року офіційний сайт клубу повідомив про розірвання контрактів з Амзором Айларовим і двома легіонерами — Йованом Танасиєвичем й Ігнасом Дедурою. 23 серпня у відставку був відправлений Леонід Кучук, який тренував клуб з травня. Тренером знову став Прохоров. 25 серпня Прохоров покинув пост виконавчого директора і тренера команди. Головним тренером став Юрій Биков. 3 листопада після поразки від хабаровської «СКА-Енергії» «Салют» втратив навіть теоретичні шанси на збереження місця в першому дивізіоні. 10 листопада по рішенню Ради піклувальників клубу Юрій Биков був відправлений у відставку.
Перед стартом сезону 2011/12 років «Салют» поповнили Олександр Криворучко, Дмитро Бурмістров, Денис Дьогтєв. У сезоні 2011/12 років клуб під керівництвом Максима Васильєва здобув перемогу в зоні «Центр» другого дивізіону і вийшов у ФНЛ. Під керівництвом Васильєва «Салют» в 39 іграх здобув 25 перемог, 6 зустрічей програв, 8 матчів зіграв внічию. ФК «Салют» забив найбільшу кількість м'ячів в цьому сезоні (78 голів).
- Максим Васильєв визнаний найкращим тренером Другого дивізіону в зоні «Центр» сезону 2011/12 років.
- Денис Ткачук визнаний найкращим півзахисником і гравцем в зоні «Центр» Другого дивізіону (в цьому сезоні зіграв 37 матчів, забив 18 м'ячів)
- Олександр Криворучко визнаний найкращим воротарем в зоні «Центр» (пропустив 31 м'яч в сезоні)

З 5 червня 2012 року новим тренером ФК «Салют» призначено Сергія Абуезідовіч Ташуєв. Напередодні початку сезону 2012/13 років за команду були заявлені новачки: Азамат Курачинов, Євген Калешин, Максим Яковлєв, Дмитро Кабутов, Андрій Кобенко, колумбійці Карлос Руа, Давид Кортес, Хайро Москера. За підсумками першої половини чемпіонату «Салют» зайняв 15-те місце (20 матчів, 4 перемоги, 6 нічиїх, 10 поразок).

### Занепад клубу
6 серпня 2013 Сергій Ташуєв покинув пост головного тренера ФК «Салют» і очолив донецький «Металург». 24 серпня новим головним тренером команди став Сергій Підпалий, раніше вже займав в клубі посаду виконавчого директора.
2 лютого в команді залишилося всього 5 футболістів. 17 лютого «Салют» повідомив ФНЛ про зняття зі змагань у зв'язку з фінансовими труднощами. 30 червня 2014 року клуб було визнано банкрутом і розформований.

## Досягнення
- Аматорський чемпіонат Росії (МОА Чорнозем'я)
  -  Чемпіон (2): 1996, 2000

- Другий дивізіон Росії
  -  Чемпіон (3): 1993, 2005, 2011/12
  -  Срібний призер (1): 2001
  -  Бронзовий призер (3): 1997, 2002, 2003

- Друга ліга чемпіонату СРСР
  -  Бронзовий призер (1): 1971

- Друга нижча ліга СРСР
  -  Бронзовий призер (1): 1968

## Рекорди
- Найкращий в історії бомбардир клубу: Юрій Васильєв — 108 голів.
- Найбільша кількість матчів за клуб: Максим Васильєв — 264 поєдинки.
- Найкращий бомбардир сезону в чемпіонатах СРСР: Юрій Васильєв — 41 матч / 23 голи, 1968 рік
- Найкращий бомбардир сезону в чемпіонатах Росії: Валерій Масалитін — 34 мачі / 22 голи, 2001 рік

## Відомі гравці
- Олександр Беленов
- Віталій Булига
- Олександр Гришин
- Михайло Монголин
- Ігнас Дедура
- Андрій Кобенко
- Юріс Лайзанс
- Валерій Масалитін
- Олексій Поляков
- Максим Ромащенко
- Сергій Рижиков
- Віталій Сафронов
- Геннадій Сьомін
- Йован Танасієвич
- Євген Шипицин
- Мерсудин Ахметович
- Іван Жирний
- Денис Ткачук